# 요쓰야구
요쓰야구(四谷区)는 도쿄부 도쿄시에 설치되었던 구이다. 현재의 신주쿠구에 해당한다.

## 역사
- 1878년 11월 2일, 도쿄부 요쓰야구 설치
- 1889년 5월 1일, 시제 시행으로 도쿄시 요쓰야구가 됨.
- 1943년 7월 1일, 도쿄도제 시행으로 도쿄도 요쓰야구가 됨.
- 1947년 3월 15일, 요도바시구와 우시고메구 구역을 합쳐 신주쿠구를 설치함.

## 교통

### 철도
- 일본국유철도
  - 주오 본선
- 게이오 전기철도 (현 게이오 전철)
  - 게이오선